# Mesoplia alboguttata
Mesoplia alboguttata är en biart som först beskrevs av Adolpho Ducke 1905.  Mesoplia alboguttata ingår i släktet Mesoplia och familjen långtungebin. Inga underarter finns listade i Catalogue of Life.